# 小米手表
小米手表是一款中国科技公司小米科技在2019年11月5日发布的一款可穿戴设备。这是小米科技旗下第一款智能手表产品，标志着小米的AIoT产品线再次扩容。小米手表发布了两个版本：标准版和尊享版，两者仅在外观与电池容量上有所差别。
小米手表在发布后因审核问题相关App迟迟没有上架App Store，直到发布后约三个多月才在小米穿戴的1.1版本更新中支持，但与安卓端相比，仍然无法使用部分功能。

## 功能
搭載高通骁龙3100芯片，支持e-SIM独立通话和上网。该手表有独立的应用商店，能够下载APP，从而实现打车，听音乐，支付等功能。
小米手表提供了两种eSIM解决方案：eSIM独立号码（申请全新号码和专属套餐）和eSIM一号双终端（手表手机共享同一号码资费套餐）。
支持多功能NFC，支持刷公交、刷地铁、刷门禁。

## 外部連結
小米手表官方网站 （页面存档备份，存于）